# Јидиш (језик)
Јидиш (хебр. ייִדיש –  ) је германски језик којим говори око четири милиона Јевреја широм света. Име јидиш значи „јеврејски“ (од  ) и краћи је облик изворног јидиш дајч (јид. ייִדיש־דײַטש – јидиш дајтш) односно „јеврејски немачки“. Језик је настао у средњој Европи између 9. и 12. века као амалгам средњовисоконемачких дијалеката (70–80% речника је препознатљиво немачко) уз позајмљенице из хебрејског и арамејског језика, као и словенских и романских језика.

## Немачки дијалект?
Јидиш и немачки деле велики део својих речника и имају доста сличну граматику. Немци из одређених делова Немачке чак могу и да већином разумеју јидиш. Из овог разлога, неки лингвисти сматрају јидиш пре дијалектом немачког језика (слично швајцарском немачком) него засебним језиком. Ипак, преовлађује мишљење да су јидиш и немачки два одвојена језика јер
- ова два језика нису међусобно лаки за разумевање (што посебно важи за већину Немаца који покушавају да разумеју јидиш);
- 20 до 30% речника јидиша не постоји у немачком;
- одређени део граматике јидиша се разликује од немачког;
- језици су како географски, тако и културално другачији.

Лингвиста Пол Векслер чак тврди да је јидиш у почетку био словенски језик, чији је речник умногоме заменио немачки, али велика већина лингвиста се са овим тврђењем не слаже.
Други разлози у корист језика у односу на дијалект су:
- језици као дански, шведски и норвешки су много сроднији и сличнији него јидиш и немачки и скоро потпуно су међусобно 'разумљиви', али се сматрају различитим језицима;
- Источни и западни дијалект јидиша су међусобно толико различити да се чак и они донекле могу сматрати различитим језицима (слично лужичкосрпским језицима, горњолужичкосрпски и доњолужичкосрпски).

## Јидиш и други језици
Јидиш се временом раздвојио на већ споменута два дијалекта: западни (немачки) јидиш и источни јидиш. Овај други, источни дијалект, се сам раздвојио на североисточни (летонски), средње-источни (пољско/галицијски) и југоисточни (украјински) јидиш. Источни и савремени јидиш садрже много речи изведених из словенских језика.
Као и јудео-арапски и Ладино (јудео-шпански), јидиш се пише прилагођеним хебрејским писмом. Ипак, сâм јидиш није лингвистички сродан хебрејском, иако има на хиљаде хебрејских и арамејских речи.
Један занимљив податак у вези са јидишем је да користи изведенице из латинског језика за речи везане за религијске ритуале, очигледно позајмљујући терминологију из старог француског језика који се говори у Алзасу и који се користи у локалној католичкој цркви. На пример, `изговорити благослов након јела`, се на јидишу каже бентшн (בענטשן – bentshn) што је у очигледној вези са латинском речју за 'благослов', benedictus, а реч `молити (се)` – давнен (דאַװנען – davnen) од латинског devotionis. У јидишу се може срести и доста речи из старог француског од којих је најпознатија тшолнт или шолент (טשאָלנט – tsholnt), паприкаш или пасуљ који се кува за Шабат (јид. Шабес или Шабец), долази од француских речи chaud – топло и lent – полако, јер се кува од петка послеподне, да би био куван за ручак у суботи како би се избегла забрана кувања на Шабат.

## Историја
Касни  и рани 20. век се сматрају златним добом књижевности на јидишу; ово се поклапа са периодом оживљавања хебрејског као говорног језика и саме хебрејске књижевности.
Три велика оснивача савремене јидиш књижевности су Менделе Мојхер Сфорим (Mendele Moycher Sforim), И. Л. Перец (I. L. Peretz) и Шолом Алејхем (Sholom Aleichem), рођен као Соломон Рабиновиц, најпознатији и највећи од јидиш аутора и хумориста, јеврејски еквивалент Марка Твена. Његове приче о Тевјеу млекаџији под називом „Седам кћери без мираза“ су биле основа за један од најпопуларнијих мјузикала са Бродвеја, „Виолиниста на крову“.
Почетком 20. века, јидиш постаје велики језик источне Европе. Богата књижевност се штампа, филм и позориште на јидишу цвета, а чак је постао и званични језик Белоруске ССР. Он је био национални језик огромне јеврејске популације источне Европе која је одбацила ционизам и покушавала да добије културну аутономију у Европи. Али, средином века, холокауст је довео до драматичног и наглог пада у употреби јидиша јер су небројене јеврејске заједнице, како сакралне, тако и секуларне, које су свакодневно говориле јидиш, уништене.
У Совјетском Савезу, много је учињено на промовисању коришћења јидиша средином 1920-их година. Јидиш је сматран језиком „јеврејског пролетаријата“; у исто време, хебрејски је сматран језиком „буржоазије“ и потискиван је. Почетком 1930-их, растући антисемитизам Совјетске политике избацује јидиш из свих друштвених сфера; мало јидиш публикација је преживело (међу њима књижевни часопис „Советиш Хејмланд“ (Sovetish Heymland) и дневне новине „Биробиџанер Штерн“ (Birobidzhaner Shtern)). Све више Јевреја покушава да се утопи у велико Совјетско друштво и све више говори руски језик науштрб јидиша.
У Сједињеним Државама, јидиш је везивао Јевреје из многих земаља, којима је национално порекло било једнако важно као и јеврејски идентитет. У неким породицама, венчавање између Јевреја различитог националног порекла је било као венчавање за иноверце. Дневне новине на јидишу, као што је био „The Forward“, су биле извор информација за све европске Јевреје. Амеро-јидиш музика, изведена из Клецмер музике, била је још један битан везивни фактор.
За то време, у Израелу, јидиш је замењен савременим хебрејским језиком. Ово на неки начин одсликава сукоб између сакралних и секуларних снага унутар јеврејске нације. Многи у већој секуларној групи су желели нови национални језик као везивни фактор новог идентитета нације, док су традиционални религиозни Јевреји сматрали хебрејски светим језиком резервисаним само за молитву и верску науку. Такође, овај конфликт је рефлектовао и супротстављене погледе секуларних Јевреја широм света, који су са једне стране видели хебрејски (и ционизам), односно, јидиш (и интернационализам) са друге стране, као начин за дефинисање новог јеврејског национализма.
Први писац који је добио међународну награду за књижевност, а писао је јидишом, био је Исак Башевис Сингер (Isaac Bashevis Singer), који је 1978. године постао лауреат Нобелове награде за књижевност.

## Ортографија
Иако користи исто писмо као и хебрејски језик, јидиш користи и неке диграфе, слова од два знака, као латинично lj и nj, као и слова модификована дијакритикама, од којих се свако сматра посебним знаком. Ово је последица тога што је јидиш потпуно различит у фонологији и граматици од хебрејског језика.
Слова и њихов редослед су следећа (због лакшег прегледа, редослед је дат слева надесно, а не обрнуто како је правилно – код слова раздвојених са „/“ десно је облик који се користи на почетку и унутар речи, а лево облик који се користи на крају речи):
| א         | אַ   | אָ   | ב | בֿ | ג | ד | ה | ו   | וּ   | װ | ױ    | ז |
|           |     |     |   |   |   |   |   |     |     |   |      |   |
| неми глас | [ɑ] | [ɔ] |   |   |   |   |   | [ʊ] | [ʊ] |   | [ɔj] |   |

| זש  | ח   | ט | טש  | י | יִ | ײ    | ײַ    | כּ | כ/ך | ל | מ/ם | נ/ן |
|     |     |   |     |   |   |      |      |   |     |   |     |     |
| [ʒ] | [χ] |   | [ʧ] |   |   | [ɛj] | [oj] |   | [χ] |   |     |     |

| ס | ע   | פ | פֿ/ף | צ/ץ | ק | ר | ש   | שׂ | תּ | ת |
|   |     |   |     |     |   |   |     |   |   |   |
|   | [ɛ] |   |     |     |   |   | [ʃ] |   |   |   |

Напомене
- Јидиш слово pey (פ) нема облик за крај речи, за разлику од хебрејског слова.
- Јидиш слово sin (שׂ) се пише са тачком да би се разликовало од shin (ש), док у хебрејском ово често није случај.

У јидишу, речи из хебрејског се пишу исто као у оригиналу, али у издањима из периода Совјетског Савеза, све речи су писане према јидиш правилима.

## Пример
Ево и примера на јидишу: То је први члан Декларације о правима човека УН-а (преузето са ).

### Јидиш
```
אַלע מענטשן זענען פריי און גלייַך אין כשיוועס
און רעכט געבוירן. זיי זענען מיט סיבה און
געוויסן און זאָל טרעפן איינער דעם אנדערן אין אַ גייסט פון ברודערשאַפט.
```

### Изговор
```
ale mentshn zenen frey aun glaykh in khshives
aun rekht geboyrn. zey zenen mit sibh aun
gevisn aun zol trefn eyner dem andern in a geyst fun brudershaft.
```

### Превод
```
Сви људи су слободни и једнаки у достојанству
и права рођена. Они су с разлогом и
савести и треба да се сусретну једни са другима у духу братства.
```